# Sot Chitalada
Sot Chitalada (* 5. Mai 1962 in Chon Buri, Thailand) ist ein ehemaliger thailändischer Boxer im Fliegengewicht.

## Profikarriere
Am 8. Oktober 1984, bereits in seinem 8. Kampf, boxte er gegen Gabriel Bernal um die WBC-Weltmeisterschaft und gewann durch geteilte Punktrichterentscheidung. Diesen Gürtel verteidigte er insgesamt sechs Mal und verlor ihn am 24. Juli 1988 an Yong-Kang Kim nach Punkten. 
Im Juni des darauffolgenden Jahres eroberte er den Titel erneut, als er Kim im Rematch nach Punkten schlug. Diesmal verteidigte er den Titel viermal und verlor ihn im Februar 1991 gegen Muangchai Kittikasem durch technischen K. o. in der 6. Runde. 